# Floris Wortelboer
Floris Wortelboer né le 4 août 1996, est un joueur de hockey sur gazon néerlandais. Il évolue au poste de défenseur / milieu de terrain au HC Bloemendaal et avec l'équipe nationale néerlandaise,.

## Biographie
Floris Wortelboer est un joueur de hockey moderne, qui peut couvrir tout le côté droit du terrain avec beaucoup de puissance et de force. Il le fait à la fois dans son club de Bloemendaal et dans l'équipe d'Orange. Wortelboer est également connu comme un meneur au sein de la sélection. Son surnom est "Carotte". Wortelboer est originaire de Teteringen, près de Breda.
Il a rapidement fait carrière à Orange et n'a raté aucun tournoi depuis ses débuts, jusqu'à ce qu'il soit forfait pour la Coupe du monde à Bhubaneswar 2018 à cause d'une blessure à l'épaule. l'un des nouveaux visages des Orange Men.

## Carrière
Il a fait ses débuts en équipe première en janvier 2017 lors d'un stage à Cape Town.

## Palmarès
- : 1re à l'Euro en 2017.
- : 3e au Champions Trophy 2018.
- : 3e à la Ligue professionnelle 2019.
- : 1re à la Ligue professionnelle 2021-2022.